# Saint-Christol-lez-Alès
Saint-Christol-lez-Alès, anciennement Saint-Christol-lès-Alès, est une commune française située dans le nord du département du Gard, en région Occitanie.
Exposée à un climat méditerranéen, elle est drainée par le Gardon d'Alès , l'Alzon, le ruisseau de Carriol et par divers autres petits cours d'eau. La commune possède un patrimoine naturel remarquable composé d'une zone naturelle d'intérêt écologique, faunistique et floristique.
Saint-Christol-lez-Alès est une commune urbaine qui compte 7 199 habitants en 2022, après avoir connu une forte hausse de la population depuis 1962. Elle est dans l'agglomération d'Alès et fait partie de l'aire d'attraction d'Alès. Ses habitants sont appelés les Saint-Christolens ou  Saint-Christolennes.
Le patrimoine architectural de la commune comprend un immeuble protégé au titre des monuments historiques : la pyramide, inscrite en 1939.

## Géographie
Point culminant : Serre d'Avène (387 m). Autres sommets : Serre de la Cabane (289 m), Six-Sours (342 m) et Lauzière (357 m).
Cours d'eau : le Gardon d'Alès, l'Alzon (affluent du Gardon d'Alès)  et son affluent le Respéchas, le Faverol et le Carriol.
Cette commune a connu lors de l'été 2003 un record de chaleur jamais enregistré en France métropolitaine avec 44,1 °C ; record qu'elle partageait avec Conqueyrac, village de 102 âmes du Gard, et ce jusqu'au 28 juin 2019, lors de la canicule de juin 2019, où 46 °C furent relevés à Vérargues dans l’Hérault.

### Communes limitrophes
La commune de Saint-Christol-lez-Alès est entourée des communes d'Alès, Saint-Jean-du-Pin, Bagard, Ribaute-les-Tavernes, Vézénobres et Saint-Hilaire-de-Brethmas.

### Climat
Pour des articles plus généraux, voir Climat de l'Occitanie et Climat du Gard.
En 2010, le climat de la commune est de type climat méditerranéen franc, selon une étude s'appuyant sur une série de données couvrant la période 1971-2000. En 2020, Météo-France publie une typologie des climats de la France métropolitaine dans laquelle la commune est exposée à un climat méditerranéen et est dans la région climatique Provence, Languedoc-Roussillon, caractérisée par une pluviométrie faible en été, un très bon ensoleillement (2 600 h/an), un été chaud (21,5 °C), un air très sec en été, sec en toutes saisons, des vents forts (fréquence de 40 à 50 % de vents > 5 m/s) et peu de brouillards.
Pour la période 1971-2000, la température annuelle moyenne est de 13,7 °C, avec une amplitude thermique annuelle de 17,3 °C. Le cumul annuel moyen de précipitations est de 1 001 mm, avec 7,1 jours de précipitations en janvier et 3,3 jours en juillet. Pour la période 1991-2020, la température moyenne annuelle observée sur la station météorologique installée sur la commune est de 15,0 °C et le cumul annuel moyen de précipitations est de 1 046,5 mm,. Pour l'avenir, les paramètres climatiques de la commune estimés pour 2050 selon différents scénarios d'émission de gaz à effet de serre sont consultables sur un site dédié publié par Météo-France en novembre 2022.
| Mois                                  | jan.             | fév.             | mars          | avril         | mai             | juin          | jui.          | août          | sep.           | oct.            | nov.            | déc.            | année      |
| ------------------------------------- | ---------------- | ---------------- | ------------- | ------------- | --------------- | ------------- | ------------- | ------------- | -------------- | --------------- | --------------- | --------------- | ---------- |
| Température minimale moyenne (°C)     | 1,5              | 1,6              | 4,4           | 7,3           | 11              | 14,7          | 17,2          | 16,8          | 13,1           | 10              | 5,3             | 2,2             | 8,8        |
| Température moyenne (°C)              | 6,4              | 7,3              | 10,8          | 13,7          | 17,7            | 22            | 24,8          | 24,4          | 19,9           | 15,4            | 10,2            | 6,9             | 15         |
| Température maximale moyenne (°C)     | 11,4             | 13               | 17,2          | 20,1          | 24,3            | 29,2          | 32,5          | 32            | 26,7           | 20,7            | 15,1            | 11,6            | 21,1       |
| Record de froid (°C) date du record   | −12,5 15.01.1960 | −17,8 04.02.1963 | −10 02.03.05  | −3,1 08.04.21 | −0,5 04.05.1967 | 3 05.06.1953  | 7 06.07.1962  | 5 27.08.1957  | 1,9 16.09.1957 | −2,5 31.10.1956 | −7,5 24.11.1998 | −13 27.12.1962  | −17,8 1963 |
| Record de chaleur (°C) date du record | 22 10.01.15      | 24,4 28.02.19    | 28 21.03.1990 | 32 20.04.1949 | 36 24.05.11     | 43,4 28.06.19 | 40,5 26.07.06 | 44,1 12.08.03 | 39 04.09.16    | 33 04.10.11     | 25,4 03.11.1970 | 21,5 12.12.1961 | 44,1 2003  |
| Précipitations (mm)                   | 82,1             | 55,7             | 72,9          | 83,1          | 77,7            | 49,1          | 38,5          | 50,3          | 160,6          | 153,5           | 133,2           | 89,8            | 1 046,5    |

### Milieux naturels et biodiversité
L’inventaire des zones naturelles d'intérêt écologique, faunistique et floristique (ZNIEFF) a pour objectif de réaliser une couverture des zones les plus intéressantes sur le plan écologique, essentiellement dans la perspective d’améliorer la connaissance du patrimoine naturel national et de fournir aux différents décideurs un outil d’aide à la prise en compte de l’environnement dans l’aménagement du territoire.
Une ZNIEFF de type 2 est recensée sur la commune :
la « vallée moyenne des Gardons » (1 848 ha), couvrant 24 communes du département.

## Urbanisme

### Typologie
Au 1er janvier 2024, Saint-Christol-lez-Alès est catégorisée ceinture urbaine, selon la nouvelle grille communale de densité à sept niveaux définie par l'Insee en 2022.
Elle appartient à l'unité urbaine d'Alès, une agglomération intra-départementale regroupant 22  communes, dont elle est une commune de la banlieue,,. Par ailleurs la commune fait partie de l'aire d'attraction d'Alès, dont elle est une commune de la couronne,. Cette aire, qui regroupe 64 communes, est catégorisée dans les aires de 50 000 à moins de 200 000 habitants,.

### Occupation des sols
L'occupation des sols de la commune, telle qu'elle ressort de la base de données européenne d’occupation biophysique des sols Corine Land Cover (CLC), est marquée par l'importance des territoires agricoles (47,1 % en 2018), en diminution par rapport à 1990 (53 %). La répartition détaillée en 2018 est la suivante : 
zones agricoles hétérogènes (28,6 %), zones urbanisées (25,1 %), forêts (21,1 %), terres arables (7,8 %), cultures permanentes (7 %), milieux à végétation arbustive et/ou herbacée (6,6 %), prairies (3,8 %). L'évolution de l’occupation des sols de la commune et de ses infrastructures peut être observée sur les différentes représentations cartographiques du territoire : la carte de Cassini (XVIIIe siècle), la carte d'état-major (1820-1866) et les cartes ou photos aériennes de l'IGN pour la période actuelle (1950 à aujourd'hui).

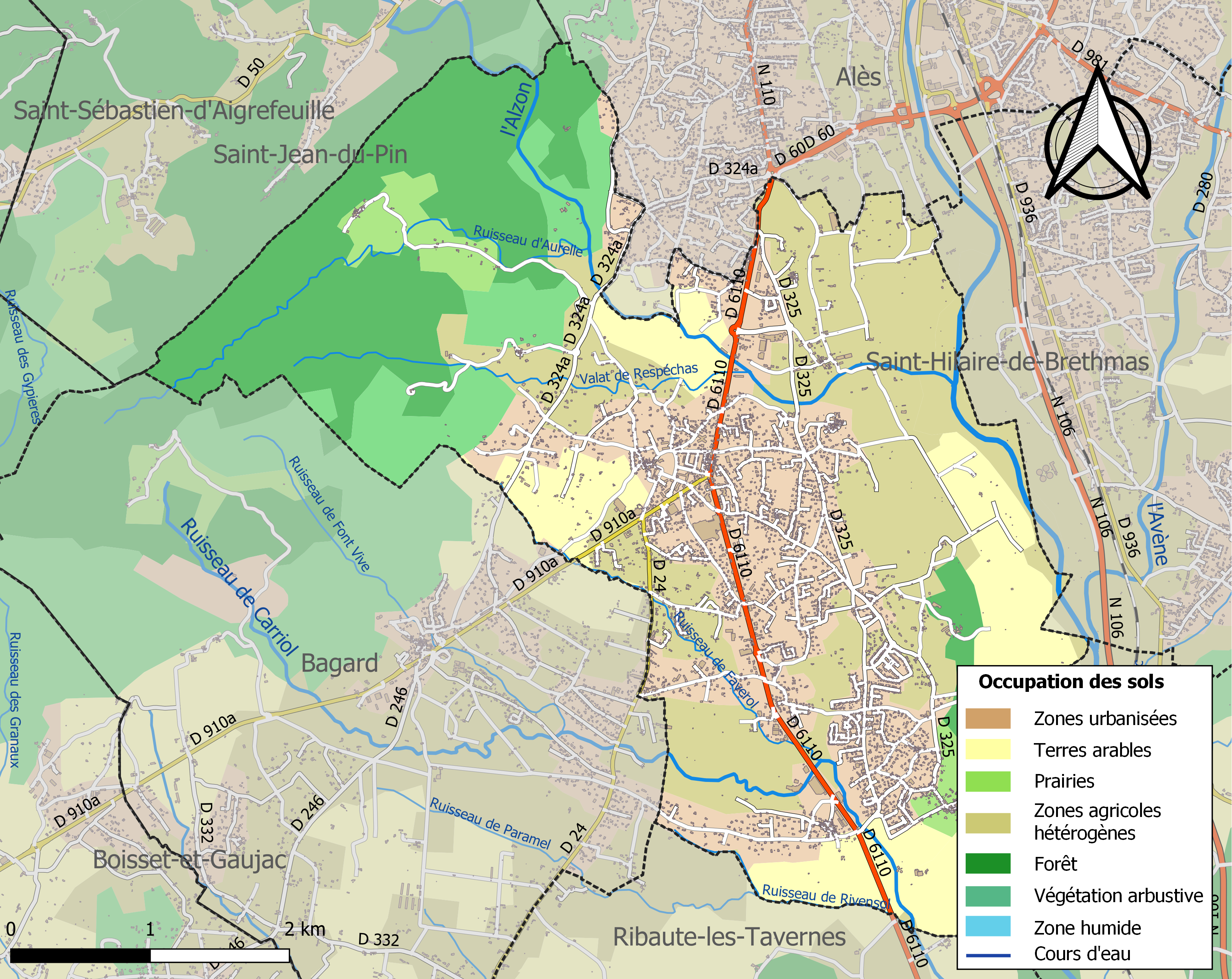
Carte des infrastructures et de l'occupation des sols de la commune en 2018 (CLC).

## Histoire

### Les différentes appellations de la commune
- 1264 : Sancti-Christofori
- 1345 : Sancto-Christoforo
- 1346 : Saint-Christofle près d'Alest
- 1435 : Saint-Christofle
- 1598 : Saint-Christol
- (Période révolutionnaire) : Auxon
- (Période révolutionnaire) : Pont-d'Auzon

Groupé autour de son église du XIe siècle et de son château qui forment un seul ensemble, mis à mal par les modifications architecturales du XIXe siècle, le petit bourg viticole de Saint Christol lez Alès conserve peu de traces de sa puissance et de son prestige passés.
Créé en 1263 par Martinus Thomas qui posa la première pierre, le nom de Sancti Christofori fut donné par son maître Rafaelo di Cuesto qui, après lui avoir enseigné l'art de la construction des obélisques, lui demanda de gérer le village.
La seigneurie de Saint-Christol est passée successivement entre les mains des de Sérinhac, de Maubuisson, du Puy de Cendras, de Trémolet de Robiac puis Destremx.

### Guerre des Cévennes
Au début de la Réforme, vers 1560, des destructions eurent lieu dans le quartier de Vermeil de l'église de Saint-Pierre de Vermeil.
Les lieux eurent à souffrir des troubles causés par la Réforme protestante et sa sévère répression par les armées catholiques royales : ainsi, en 1575, la ville de Sommières, protestante, ayant été assiégée par le maréchal de Damville, le duc d’Uzès envoya au secours des Sommiérois le commandeur de Saint-Christol et le baron de Combas. Mais leur intention se solda par un échec et ils se retirèrent. L’édit de Nantes apporta son apaisement, mais lors de la reprise par Louis XIII des places de sûreté pro-protestantes, le feu des troubles se ralluma. Les protestants de Montpellier ayant alors reconnu pour leur chef le duc de Rohan, celui-ci, en 1622, aurait bien voulu atteindre l’évêque Pierre Fenouillet, retiré dans le château de Montferrand. Mais la place était bien défendue et Rohan, souhaitant limiter de telles possibilités de résistance, ordonna la destruction de toutes les fortifications des environs : ainsi à Saint-Christol furent démantelés le château et la commanderie. On ne tarda pas, toutefois, à les reconstruire.
En octobre 1685, mois de la révocation de l’Édit de Nantes, plusieurs protestants Saint-Christolains prononcèrent leur abjuration. Là comme ailleurs, c’est au début qu’elles ont été les plus nombreuses. Le 5 octobre 1685, destruction du temple de Rouret. Il était bâti sur une parcelle de 2 ares et 10 centiares à la section A numéro 1160 du plan cadastral. Avant 1949, ses ruines étaient encore visibles ; ses anciens propriétaires étaient Jean Pierre Gascuel puis monsieur Bouvier époux Cabot.
24 décembre 1702, bataille du Mas Cauvy (nommée également bataille du mas de Cauvi ; du mas Rouge). Jean Cavalier, protestant natif de Ribaute les Tavernes, avec ses Camisards, mit en fuite la bourgeoisie catholique d'Alès qui trouva refuge, une partie dans le château de Montmoirac, l'autre au château de Saint-Christol.

### Époque moderne
- Sur la carte de 1703, le géographe royal Nicolas Fer, relève seulement 3 hameaux : Montèze, Montmoiras et Vermel ; celle de Jean Cavalier Dagde en relève 4 : Montèze, Monmoirac, Vermeil et Saint Cristol.
- La carte de Cassini, la plus complète mentionne :

Astris, Ayroles, Boujac, Constan, Frigoulet, la Maitairie de l'Holm, Le Jardin Nouvel, Le mas Rouge, Les Clauzels, Montagnac, Monteirargues, Montèze, Montmoirac, Roulet, Saijt Christol, Saint Martin d'Arènes, Valés, Vals, Vermeils, Vermillet, Vignal.
Sur cette dernière le Carriol porte le nom de valat de Fontvive, le Féverol se nomme le valat de Jérusalem, l'Alzon est tracé mais ne porte pas de nom.

### Époque contemporaine
Au cours de la Révolution française, la commune porte provisoirement les noms de Auxon et de Pont-Auzon.

## Héraldique
| Blason de Saint-Christol-lez-Alès | Blason  | Parti ondé de deux ondes: au 1er d'azur à la tour d'or maçonnée de sable en chef, au 2e d'or à la grappe de raisin feuillée d'azur en pointe ; à la pyramide du lieu d'argent brochant sur la partition. |
| Blason de Saint-Christol-lez-Alès | Détails | Le statut officiel du blason reste à déterminer. |

## Politique et administration

### Liste des maires
| Période                                  | Période   | Identité             | Étiquette     | Qualité                                                                                                   |
| ---------------------------------------- | --------- | -------------------- | ------------- | --- |
| ?                                        | 1967      | Jean-Jacques Meynard | PSU           | Médecin                                                                                                   |
| 1967                                     | mars 1983 | Fernand Balez        | PCF           | Conseiller général du canton d'Alès-Ouest (1973-1998)                                                     |
| mars 1983                                | mars 2008 | Jean Sirvin          | PS            | |
| mars 2008                                | 2014      | Philippe Roux        | apparenté PCF | |
| mars 2014                                | En cours  | Jean-Charles Bénézet | UDI           | Enseignant-chercheur à l'École nationale supérieure des mines d'Alès Conseiller départemental depuis 2021 |
| Les données manquantes sont à compléter. |           |                      |               | |

## Démographie
L'évolution du nombre d'habitants est connue à travers les recensements de la population effectués dans la commune depuis 1793. Pour les communes de moins de 10 000 habitants, une enquête de recensement portant sur toute la population est réalisée tous les cinq ans, les populations de référence des années intermédiaires étant quant à elles estimées par interpolation ou extrapolation. Pour la commune, le premier recensement exhaustif entrant dans le cadre du nouveau dispositif a été réalisé en 2004.

En 2022, la commune comptait 7 199 habitants, en évolution de +2,54 % par rapport à 2016 (Gard : +2,97 %, France hors Mayotte : +2,11 %).
| 1793 | 1800 | 1806 | 1821 | 1831  | 1836  | 1841  | 1846  | 1851  |
| ---- | ---- | ---- | ---- | ----- | ----- | ----- | ----- | ----- |
| 726  | 826  | 889  | 988  | 1 102 | 1 162 | 1 193 | 1 260 | 1 287 |

| 1856  | 1861  | 1866  | 1872  | 1876  | 1881  | 1886  | 1891  | 1896  |
| ----- | ----- | ----- | ----- | ----- | ----- | ----- | ----- | ----- |
| 1 311 | 1 425 | 1 390 | 1 374 | 1 421 | 1 386 | 1 345 | 1 363 | 1 371 |

| 1901  | 1906  | 1911  | 1921  | 1926  | 1931  | 1936  | 1946  | 1954  |
| ----- | ----- | ----- | ----- | ----- | ----- | ----- | ----- | ----- |
| 1 397 | 1 372 | 1 380 | 1 375 | 1 433 | 1 432 | 1 508 | 1 580 | 1 724 |

| 1962  | 1968  | 1975  | 1982  | 1990  | 1999  | 2004  | 2006  | 2009  |
| ----- | ----- | ----- | ----- | ----- | ----- | ----- | ----- | ----- |
| 2 025 | 2 595 | 3 304 | 3 970 | 4 973 | 5 492 | 6 002 | 6 390 | 6 617 |

| 2014  | 2019  | 2022  | - | - | - | - | - | - |
| ----- | ----- | ----- | - | - | - | - | - | - |
| 6 951 | 7 055 | 7 199 | - | - | - | - | - | - |

## Économie

### Revenus
En 2018  (données Insee publiées en septembre 2021), la commune compte 3 091 ménages fiscaux, regroupant 7 229 personnes. La médiane du revenu disponible par unité de consommation est de 19 440 € (20 020 € dans le département). 41 % des ménages fiscaux sont imposés (43,9 % dans le département).

### Emploi
|                | 2008   | 2013   | 2018   |
| -------------- | ------ | ------ | ------ |
| Commune        | 10,7 % | 12,9 % | 11,9 % |
| Département    | 10,6 % | 12 %   | 12 %   |
| France entière | 8,3 %  | 10 %   | 10 %   |

En 2018, la population âgée de 15 à 64 ans s'élève à 4 004 personnes, parmi lesquelles on compte 70,2 % d'actifs (58,3 % ayant un emploi et 11,9 % de chômeurs) et 29,8 % d'inactifs,. En  2018, le taux de chômage communal (au sens du recensement) des 15-64 ans est inférieur à celui du département, mais supérieur à celui de la France, alors qu'en 2008 il était supérieur à celui du département.
La commune fait partie de la couronne de l'aire d'attraction d'Alès, du fait qu'au moins 15 % des actifs travaillent dans le pôle,. Elle compte 1 789 emplois en 2018, contre 1 888 en 2013 et 1 727 en 2008. Le nombre d'actifs ayant un emploi résidant dans la commune est de 2 360, soit un indicateur de concentration d'emploi de 75,8 % et un taux d'activité parmi les 15 ans ou plus de 47,7 %.
Sur ces 2 360 actifs de 15 ans ou plus ayant un emploi, 605 travaillent dans la commune, soit 26 % des habitants. Pour se rendre au travail, 91,5 % des habitants utilisent un véhicule personnel ou de fonction à quatre roues, 1,9 % les transports en commun, 3 % s'y rendent en deux-roues, à vélo ou à pied et 3,6 % n'ont pas besoin de transport (travail au domicile).

### Activités hors agriculture

#### Secteurs d'activités
668 établissements sont implantés  à Saint-Christol-lez-Alès au 31 décembre 2019. Le tableau ci-dessous en détaille le nombre par secteur d'activité et compare les ratios avec ceux du département,.
| Secteur d'activité                                                                                        | Commune | Commune | Département |
| Secteur d'activité                                                                                        | Nombre  | %       | %           |
| --- | ------- | ------- | ----------- |
| Ensemble                                                                                                  | 668     | 100 %   | (100 %)     |
| Industrie manufacturière, industries extractives et autres                                                | 55      | 8,2 %   | (7,9 %)     |
| Construction                                                                                              | 147     | 22 %    | (15,5 %)    |
| Commerce de gros et de détail, transports, hébergement et restauration                                    | 188     | 28,1 %  | (30 %)      |
| Information et communication                                                                              | 7       | 1 %     | (2,2 %)     |
| Activités financières et d'assurance                                                                      | 21      | 3,1 %   | (3 %)       |
| Activités immobilières                                                                                    | 14      | 2,1 %   | (4,1 %)     |
| Activités spécialisées, scientifiques et techniques et activités de services administratifs et de soutien | 65      | 9,7 %   | (14,9 %)    |
| Administration publique, enseignement, santé humaine et action sociale                                    | 109     | 16,3 %  | (13,5 %)    |
| Autres activités de services                                                                              | 62      | 9,3 %   | (8,8 %)     |

Le secteur du commerce de gros et de détail, des transports, de l'hébergement et de la restauration est prépondérant sur la commune puisqu'il représente 28,1 % du nombre total d'établissements de la commune (188 sur les 668 entreprises implantées  à Saint-Christol-lès-Alès), contre 30 % au niveau départemental.

#### Entreprises et commerces
Les cinq entreprises ayant leur siège social sur le territoire communal qui génèrent le plus de chiffre d'affaires en 2020 sont : 
- Pyramide, hypermarchés (20 907 k€) ;
- Pages Agencement, agencement de lieux de vente (13 358 k€) ;
- Agencement Decoration Interieur - Adi, commerce de détail de meubles (2 072 k€) ;
- RP Menuiserie, fabrication de meubles de bureau et de magasin (1 914 k€) ;
- Prodecran, fabrication de peintures, vernis, encres et mastics (1 654 k€).

### Agriculture
Le nombre d'exploitations agricoles en activité et ayant leur siège dans la commune est de 25 lors du recensement agricole de 2020 et la surface agricole utilisée de 534 ha,.

## Culture locale et patrimoine

### Bâtiments et lieux publics remarquables
La Pyramide : monument, érigé en 1777 à l'initiative de Monseigneur de Beauteville, évêque d'Alès. Cet obélisque de pierre commémore la modification des voies abruptes reliant Montpellier (voir RN 110 actuelle), Alès et Anduze en chemins carrossables. Il aurait remplacé une borne indicatrice gallo-romaine.

### Bâtiments religieux
- L'église Saint-Christophe de Saint-Christol-lès-Alès : reconstruite en 1842 sur les ruines d'une église incendiée en 1702 par les Camisards.
- Le temple protestant de Saint-Christol-lès-Alès : inauguré le 7 janvier 1849.
- Le prieuré de Saint-Pierre de Vermeil, construit au XVIIIe siècle, fut utilisé comme église avant d'être partiellement détruit par les protestants à la fin du XVIIe siècle. À l'heure actuelle, le bâtiment n'a plus de destination religieuse.

### Monuments civils
- Le château de Montmoirac : château fort du XIIe siècle.
- Le château d'Arènes : possédé au XIIIe siècle par les Barral d'Arènes, reconstruit au XIVe siècle, il faisait partie de la paroisse de Saint-Martin d'Arènes dont le seigneur, François de Soussan, fut l'un des gouverneurs de la ville d'Alès. Il devint la propriété de François de Cambis (de la famille du Baron d'Alais) le 1er octobre 1564.
- Le château de Saint-Christol : le 24 décembre 1702, il abrita une partie de la bourgeoisie d'Alès, mise en fuite par Jean Cavalier et ses Camisards, au mas Cauvy.
- Le pont d'Arènes : construit au XIVe siècle.

### Musée
- Musée du Scribe. Un univers sur l'écriture à découvrir. Tous les supports d'écriture utilisés depuis 3000 ans av. J.-C., des collections uniques d'encriers, de plumes et de porte-plume. Reconstitution d'une salle de classe des années 1920[18].

### Personnalités liées à la commune
- Léonce Destremx
- Henriette Bosquier, agricultrice originaire de Saint-Christol, fut députée du Gard (1946-1951).
- Constantin Vago, directeur du laboratoire de pathologie comparée de Saint-Christol, fut membre de l'Académie des sciences.
- Jean Guimier (1913-1975), professeur de sport qui participa au développement de l'éducation du sport en France, y est mort.

## Jumelages
Stilton (Royaume-Uni)
 El Campello (Espagne)

## Enseignement
Saint-Christol-lez-Alès est située dans l'académie de Montpellier.

### Enseignement secondaire

#### Lycée
- Lycée Jacques Prévert (lycée polyvalent[19]) : Ouvert pour la rentrée scolaire de 2009, il propose des formations : de cycle 4 (3e prépa-métiers), de cycle lycée (2de à Tle : voie générale et technologique, voie professionnelle), d'enseignement supérieur (BTS).

#### Établissement d'enseignement public
- École cévenole[20]) : CFA proposant des formations en esthétisme, coiffure, vente, sécurité et management.

### Enseignement supérieur et recherche
- Station de recherche INRA / CNRS : Laboratoire de pathologie comparée du département santé des plantes et environnement. Implanté depuis 1966 sur Saint-Christol-lez-Alès et Montpellier, ce laboratoire concentre aujourd'hui ses activités de recherche sur la thématique « insecte », notamment les « interactions avec les agents pathogènes » et les applications biotechnologiques qui en découlent.